# Snævringen
Snævringen är ett sund i Danmark. Det ligger i den centrala delen av landet. Snævringen är en smal del av Lilla Bält.